# Hubert Hüppe

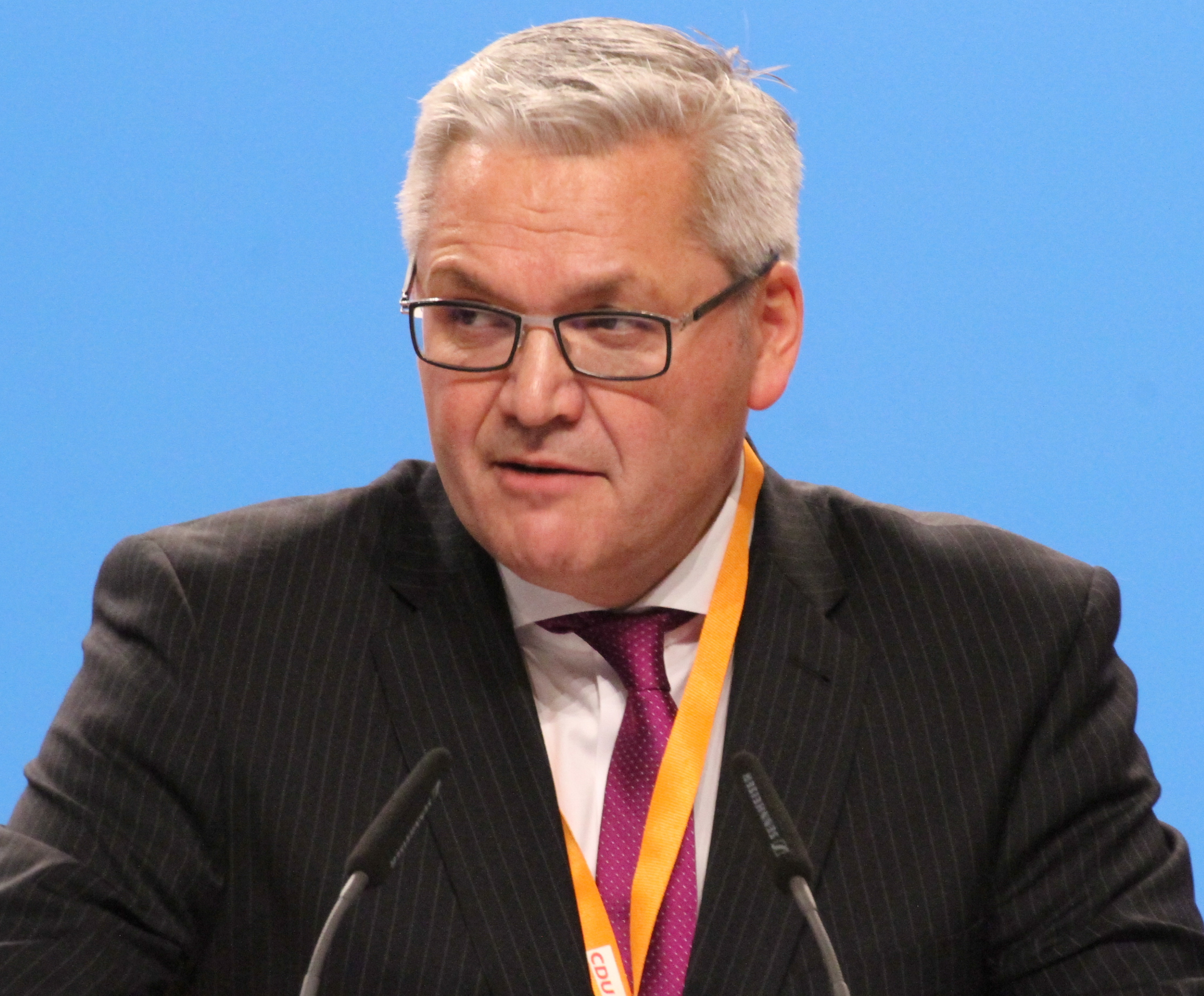
Hubert Hüppe (2014)

Hubert Wilhelm Hüppe (* 3. November 1956 in Lünen) ist ein deutscher Politiker (CDU). Er war 1991 bis 2009, von 2012 bis 2017 und von 2021 bis 2025 Mitglied des Deutschen Bundestages.

## Leben und Beruf
Nach der mittleren Reife am Gymnasium St. Christophorus in Werne absolvierte Hüppe eine Ausbildung für den gehobenen Dienst bei der Stadtverwaltung Lünen. Ab 1982 war er als Sachbearbeiter beim Jugendamt der Stadt Lünen für den Bereich Kindergartenwesen, Kommunale Förderung von Jugendverbänden und Familienerholungen tätig. Den Besuch der Fachhochschule für öffentliche Verwaltung Nordrhein-Westfalen beendete er als Diplom-Verwaltungswirt (FH). Er war zuletzt als Stadtoberinspektor bei der Stadt Lünen tätig.
Hubert Hüppe ist römisch-katholisch, verheiratet und hat drei Kinder, von denen der jüngste Sohn mit Spina bifida geboren wurde.

## Partei
Hüppe trat 1971 in die Junge Union (JU) und 1974 auch in die CDU ein. Er gehörte von 1982 bis 1990 dem JU-Landesvorstand in Nordrhein-Westfalen an und war von 1983 bis 1987 Vorsitzender des JU-Kreisverbandes Unna. 1982 erfolgte der Eintritt in die Christlich-Demokratische Arbeitnehmerschaft (CDA). Er wurde 1988 Mitglied des CDU-Bezirksvorstandes Ruhrgebiet und war dort bis 2014 tätig. Von 1989 bis 2013 war er Kreisvorsitzender des CDU-Kreisverbandes Unna. Im Bundesvorstand der CDU Deutschlands übte er von 2010 bis 2014 die Funktion des Beisitzers aus. 2019 wurde er Kreisvorsitzender der Senioren-Union im Kreis Unna. Hüppe wurde bei der Kommunalwahl 2020 in den Kreistag des Kreises Unna gewählt.

## Mitglied des Deutschen Bundestages
Hüppe rückte am 1. Februar 1991 für den ausgeschiedenen Abgeordneten Bernhard Worms in den Bundestag nach und war bis 2009 Mitglied des Deutschen Bundestages. Hier war er von 1998 bis 2005 stellvertretender Vorsitzender der Enquête-Kommission Ethik und Recht der modernen Medizin. Von 2002 bis 2009 war Hüppe Beauftragter der CDU/CSU-Bundestagsfraktion für die Belange der Menschen mit Behinderungen. 2006 bis 2009 gehörte er außerdem dem Fraktionsvorstand an.
Bei der Bundestagswahl 2009 kandidierte Hüppe im Wahlkreis Unna I, konnte aber das Direktmandat nicht gewinnen. Da die CDU in Nordrhein-Westfalen sehr viele Direktmandate erhielt, waren auf der Landesliste nur sehr wenige Plätze zu vergeben und er zog nicht in den 17. Bundestag ein. Nach dem Tod des Abgeordneten Jürgen Herrmann im August 2012 rückte Hüppe in den Deutschen Bundestag nach. Bei der Bundestagswahl 2013 wurde er über die Landesliste NRW gewählt.
Er war in der 18. Legislaturperiode des Deutschen Bundestags ordentliches Mitglied im Ausschuss für Gesundheit und im Ausschuss für Arbeit und Soziales.
Während Hüppe bei der Bundestagswahl 2017 den Wiedereinzug ins Parlament verpasste, wurde er 2021 erneut über die Landesliste NRW in den 20. Deutschen Bundestag gewählt.
Nachdem Jörg Schneider als Kandidat der AfD-Bundestagsfraktion für den Ausschussvorsitz nicht die Mehrheit der Abgeordneten gefunden hatte, wurde kommissarisch Hubert Hüppe zum Vorsitzenden des Ausschusses für Gesundheit bestimmt. Er ist das dienstälteste Mitglied dieses Ausschusses.
Bei der Bundestagswahl 2025 trat Hüppe nicht erneut an.

## Behindertenbeauftragter der Bundesregierung
Am 16. Dezember 2009 wurde Hubert Hüppe vom Bundeskabinett zum Beauftragten der Bundesregierung für die Belange behinderter Menschen ernannt. Mit Bildung der Großen Koalition im Dezember 2013 ging das Amt des Behindertenbeauftragten an die SPD. Nachfolgerin im Amt wurde Verena Bentele.
Hüppe sprach sich 2012 für ein Verbot eines vorgeburtlichen Bluttests zur Erkennung der Trisomie 21 (Down-Syndrom) aus.
Hüppe sprach 2024 während einer Diskussion über NIPT (Nicht-invasiver Pränataltest) von einer „Fahndung“ nach Trisomie und sagte, er stelle sich „gegen Selektion“.

## Gesellschaftliches Engagement
Hüppe engagiert sich in der Lebensrechtsbewegung und ist seit 1986 stellvertretender Bundesvorsitzender der Christdemokraten für das Leben (CDL). Er ist außerdem Mitglied der Lebenshilfe e. V. und der Arbeitsgemeinschaft Spina bifida und Hydrocephalus e. V. Der CDU-Parlamentarier unterstützt die Europäische Bürgerinitiative „Einer von uns“, die fordert, dass keine EU-Gelder an Projekte oder Initiativen gehen, bei denen menschliche Embryonen zerstört werden. Laut KNA „gilt das etwa für die embryonale Stammzellforschung, das Klonen von Menschen oder Entwicklungshilfeprogramme, die ausdrücklich die Abtreibung als Mittel der Familienplanung einbeziehen.“ Hüppe betonte, dass die Haltung der Initiative auch der Politik der Bundesregierung entspreche.
Nach eigener Aussage wurde Hüppe am 20. September 2014 beim Marsch für das Leben in Berlin von Mitarbeitern des ZDF „körperlich angegangen“. Das ZDF bestätigte, dass es zu einer Auseinandersetzung kam, gab jedoch Hüppe die Schuld an der Eskalation. Die Mitarbeiter hätten lediglich ihre Dreharbeiten abgeschirmt, da Hüppe diese gestört und das Team bedrängt habe.

## Auszeichnungen
- 2008: Bundesverdienstkreuz am Bande